# George Lucas
George Lucas (Modesto, 14. svibnja 1944.), američki filmski redatelj.
Najznačajnija pojava u američkom filmu osamdesetih godina 20. stoljeća. Komentirajući svoj film Američki grafiti, Lucas ga naziva avangardnim ostvarenjem koje je, srećom, postalo hit, pa je zahvaljujući tom uspjehu, mnogim drugim redateljima dopušteno raditi takve male filmove. Za Lucasa je važno spomenuti i to da je on jedini holivudski redatelj koji je, nakon što je dobio golemi postotak od zarade Američkih grafita, pozvao sve članove ekipe i podijelio im čekove u znak zahvalnosti na njihovom trudu. Isto je učinio i nakon uspjeha Zvijezdanih ratova, čija čarolija neće izgubiti snagu niti u 21. stoljeću. Ovaj planetarno poznati hit Lucas je radio inspiriran knjigom The Hero with a Thousand Faces svoga prijatelja, Josepha Campbella.

## Filmografija
- THX 1138 (1970.)
- Američki grafiti (American Graffiti - 1973.)
- Zvjezdani ratovi, Epizoda 4: Nova nada (Star Wars: Episode IV A New Hope - 1977.)
- Zvjezdani ratovi, Epizoda 5: Carstvo uzvraća udarac (Star Wars: Episode V The Empire Strikes Back - 1980.)
- Raiders of the Lost Ark (1981.)
- Zvjezdani ratovi, Epizoda 6: Povratak Jedija (Star Wars: Episode VI Return of the Jedi - 1983.)
- Indiana Jones and the Temple of Doom (1984.)
- Labirint (Labyrinth - 1986.)
- Willow (1988.)
- Tucker: The Man and His Dream (1988.)
- Indiana Jones and the Last Crusade (1989.)
- Zvjezdani ratovi, Epizoda 1: Fantomska prijetnja (Star Wars Episode I: The Phantom Menace - 1999.)
- Zvjezdani ratovi, Epizoda 2: Klonovi napadaju (Star Wars Episode II: Attack of the Clones - 2002.)
- Zvjezdani ratovi, Epizoda 3: Osveta Sitha (Star Wars Episode III: Revenge of the Sith - 2005.)

## Nagrade i nominacije
- Filmom Zvjezdani ratovi, Epizoda 4: Nova nada osvojio je nagradu Saturn za najbolji scenarij, te onu za najbolju režiju.